# Michael Foerster (Mediziner)
Michael Heinrich Foerster (* 15. Dezember 1943 in Windsbach) ist ein deutscher Arzt, Wissenschaftler, Hochschullehrer und Ophthalmologe.

## Leben und Wirken
Er studierte von 1963 bis 1969 in Tübingen, Miami und Berlin. Ab 1966 war er Doktorand in der Neurophysiologie der FU Berlin und promovierte 1971 über die Entladungsmuster retinaler Neuronen. 1982 beschrieb er ein binokoulares Kopfophthalmoskop, welches in den meisten Augenkliniken Deutschlands als Foerster Brille in der klinischen Routine verwendet wird.
Von 1990 bis 2010 leitete er die Universitätsaugenklinik Benjamin Franklin der Freien Universität Berlin, später die Universitätsaugenklinik der Charité in Berlin am Campus Benjamin Franklin.
In dieser Zeit entwickelte er die Protonentherapie bei Augentumoren, eine besondere Form der Strahlentherapie, die sich besonders exakt dosieren und fokussieren lässt.

## Mitgliedschaften
- Von 1996 bis 2004 war er Präsident der Retinologischen Gesellschaft.
- Von 1998 bis 2005 war er im Vorstand der Deutschen Ophthalmologischen Gesellschaft (DOG) tätig.
- Von 2002 bis 2008 war er Generalsekretär der European Society of Ophthalmology (SOE).

## Ehrungen
- 2005: Bundesverdienstkreuz für seine Leistungen in der Ophthalmologie
- 2014: Georg-Klemperer-Ehrenmedaille der Ärztekammer Berlin für die Entwicklung Protonentherapie bei Augentumoren[2]
- 2017: Albrecht-von-Graefe-Medaille für seine Verdienste auf dem Gebiet der onkologischen Ophthalmologie